# 리비아 (스페인)
리비아(카탈루냐어: Llívia, 스페인어: Llivia 이비아[*])는 스페인 카탈루냐주의 지로나도에 있는 무니시피(Municipi)이다. 프랑스 영토에 둘러싸여 있는 월경지이다. 현재 리비아의 총 인구는 2007년 기준 1,388명이다.
고립된 섬이 아니나 프랑스령 영토에 둘러싸여 있으며 스페인 본토와 2km쯤 떨어져 있다. 고대 로마 시대에는 줄리아 리비카라는 이름으로 불렀고 고미술품 거래의 중심지였다. 카탈루니아 왕국 연합체 가운데 하나인 세르다냐의 수도로서 나름의 중심지 구실을 수행했다. 그러나 중세로 넘어오면서 이런 기능이 프랑스령 부르마담(Bourg-Madame)으로 옮겨갔다.
1659년 피레네 조약으로 말미암아 스페인과 프랑스 국경 지대 영토가 프랑스로 넘어갔다. 하지만 리비아는 단순히 작은 마을이 아니라 고대부터 로마가 전략적 요충지로 삼은 곳이므로 그 중요성 때문에 프랑스 영토가 되지 않고 스페인령으로 남았다.
1939년 스페인 내전이 끝나면서 리비아를 독립국 또는 자치령으로 삼아야 한다는 논의가 있었으나 이루어지지 않았다.